# 眼帶裸胸鱔
眼帶裸胸鱔，又稱眼帶裸胸鯙，為輻鰭魚綱鰻鱺目鯙亞目鯙科的其中一種，分布於東太平洋區，從加利福尼亞灣至哥倫比亞海域，棲息深度5-20公尺，體長可達70公分，為底棲性魚類，生活在岩石底質，珊瑚生長的潮間帶，屬肉食性，以魚類及甲殼類為食，生活習性不明。

## 擴展閱讀
維基物種上的相關：眼帶裸胸鱔